# Andreas Bornæus
Andreas Bornæus, föddes i Ekebyborna socken, Östergötlands län, död 23 februari 1657 i Grebo socken, Östergötlands län, var en svensk präst i Grebo församling.

## Biografi
Andreas Bornæus föddes i Ekebyborna socken. Han var son till bonden Jöns. Bornæus studerade vid gymnasiet och prästvigdes 12 augusti 1629 till huspredikant på Herrsäter, Värna socken. Han blev 1637 krigspräst i Stettin och 1647 kyrkoherde i Grebo församling, Grebo pastorat. Bornæus avled 23 februari 1657 i Grebo socken.

### Familj
Bornæus gifte sig med Hofrænius. Hon var troligen dotter till kyrkoherden i Ijo, Finland. De fick tillsammans barnen Samuel, Agneta och Christina.